# 坝河乡
坝河乡是中国陕西省安康市汉滨区下辖的一个乡。

## 行政区划
坝河乡下辖以下行政区：
斑竹园村、苏山村、鸭鸽山村、獐树村、兴隆村、安坪村、伍湾村、柯家梁村、椒元村、普陀村、新更村、康乐村、繁荣村、康平村、寺姑村、代庄村、二郎村